# Il villaggio aereo

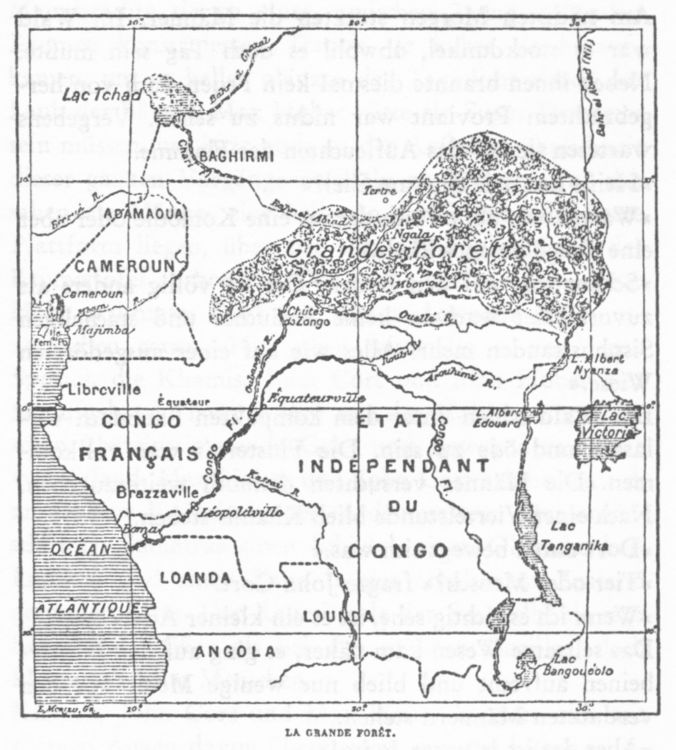
Regione dell'Africa nera in cui è ambientata la vicenda.

Il villaggio aereo (Le Village aérien) è un romanzo d'avventura scritto da Jules Verne nel 1896 ma fatto pubblicare nel 1901; fa parte della serie Voyages Extraordinaires (Viaggi straordinari) di cui rappresenta il 48º volume.
È la storia di una spedizione nella giungla africana in cui si scopre un popolo perduto che vive sugli alberi. Malgrado il tono giocoso, riflette sulla questione del controverso "anello mancante" tra la scimmia e l'uomo, nel XIX secolo un dibattito molto acceso dopo la pubblicazione dell'opera di Charles Darwin.

## Trama
Nel cuore del continente africano, nel bel mezzo di una foresta impenetrabile, due esploratori bianchi, accompagnati da un bambino nero e una guida araba, mentre discendono il fiume Ubangi scoprono una tribù di una specie antropoide prima sconosciuta che vive in cima agli alberi. I due uomini, un francese e un americano, si fermano ad osservare per controllare se siano veramente umani, e infine, prima di fuggire, provano a mettersi in contatto col loro misterioso re.
Vi sono episodi in cui i protagonisti devono affrontare un branco di elefanti infuriati, l'aggressione di un rinoceronte e di un gruppo di gorilla.

## Personaggi
John CortEsploratore statunitense, appassionato di scienze naturali.
Max HuberEsploratore francese, pratica l'arte della caccia
KhamisAccompagnatore arabo della spedizione.
LlangaRagazzino nero raccolto dalla spedizione quando questa si trovava in Congo, inizialmente destinato ad accompagnare Urdax. Salva il bambino-scimmia Li-Mai e lo tiene da allora in poi sotto la propria ala protettrice.
Li-MaiBambino facente parte della tribù che vive sugli alberi.
Lo-MaiPadre di Li-Mai e amico degli stranieri.
dottor JohausenMedico tedesco dato per disperso tre anni prima delle avventure dei protagonisti.
UrdaxMercante d'avorio portoghese che guida periodiche spedizioni commerciali in Congo.

## Illustrazioni del romanzo

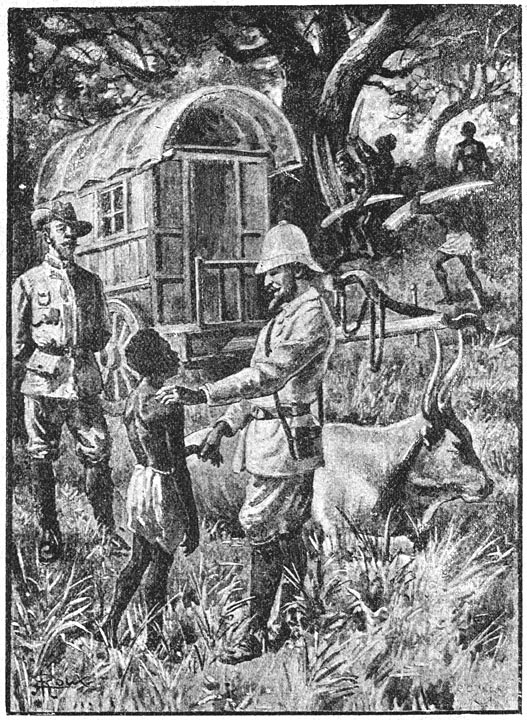
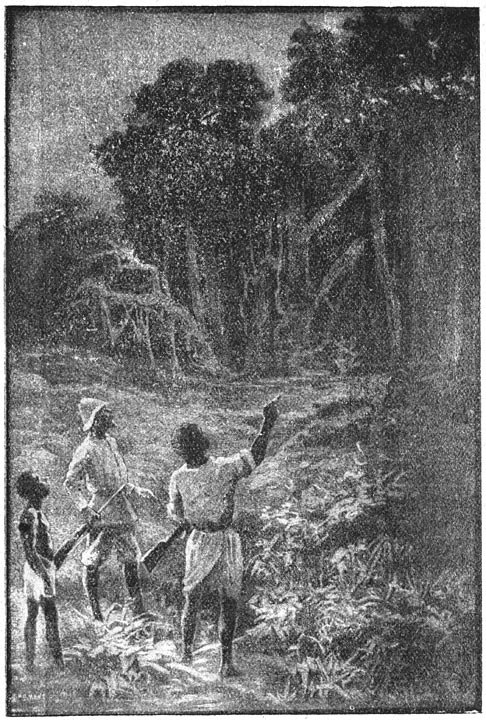
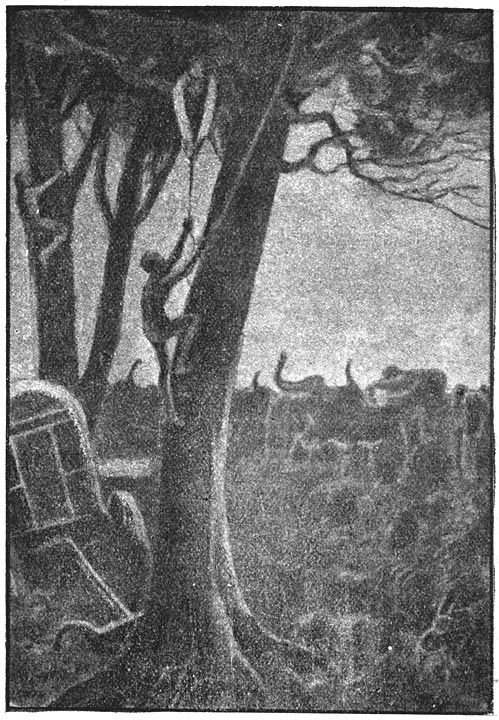
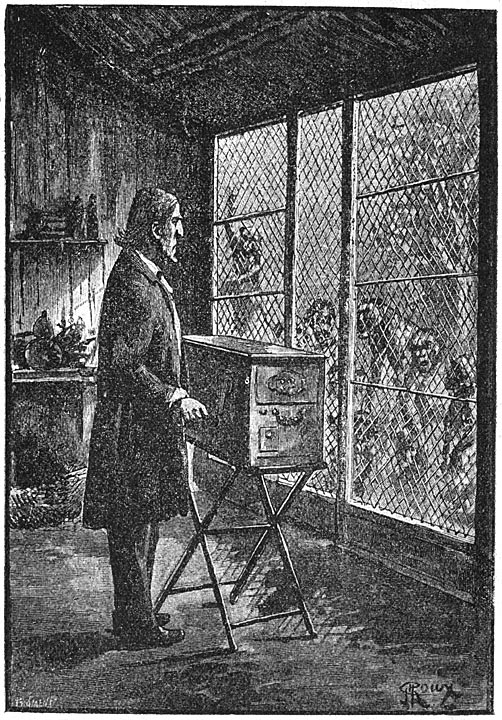
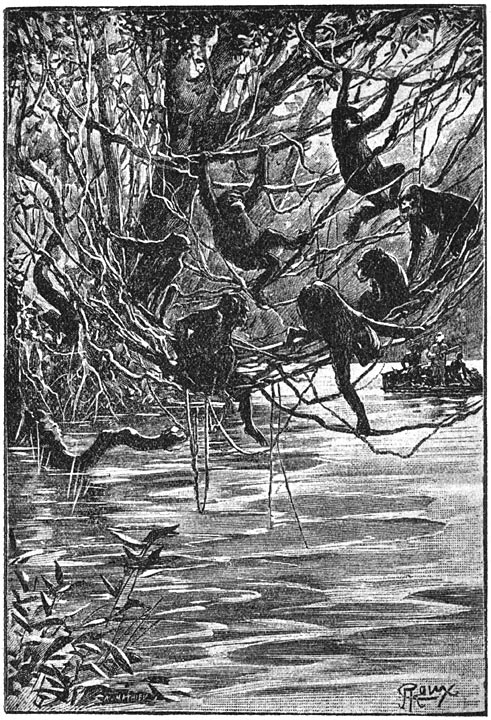
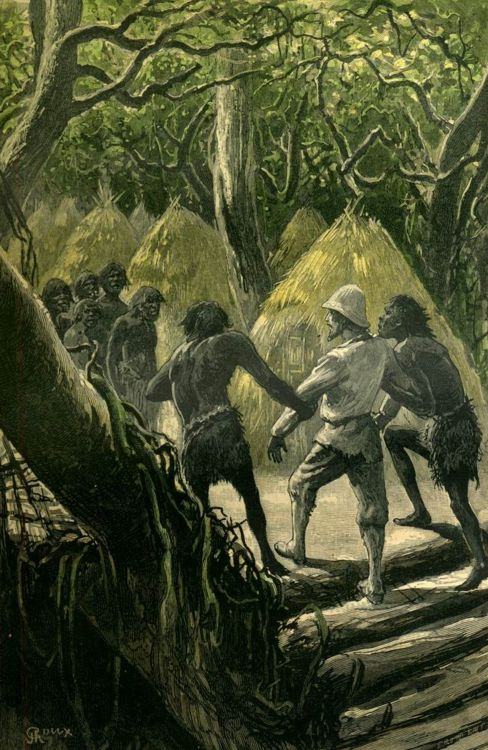